# Laura Rodríguez
Laura Fiora Rodríguez Riccomini (Santiago, 1 de abril de 1957-ibídem, 18 de julio de 1992) fue una activista política chilena del Partido Humanista (PH). En 1989 se convirtió en la primera mujer humanista del mundo en obtener un escaño parlamentario, al ser elegida diputada por el distrito 24, correspondiente a La Reina y Peñalolén.

## Biografía y carrera política
Cursó sus estudios primarios y secundarios en la Scuola Italiana. Entró a estudiar Arquitectura con el puntaje máximo y pronto se dio cuenta de que no era lo que ella quería y decidió ingresar a Ingeniería Civil Industrial a la Universidad de Chile, donde se recibiría en 1983 con calificaciones máximas. Siendo aún estudiante universitaria, participó y llegó a ser presidenta de la organización social y cultural de la Comunidad para el Desarrollo Humano, desde donde impulsó al trabajo en distintas regiones y comunas del país, promoviendo la organización de base, en torno a la metodología de la no violencia activa. En 1984, impulsó la fundación del Partido Humanista, donde ocupó diferentes cargos desde militante de base, hasta llegar a los 32 años a ser presidenta del Partido, habiéndose fundido el Partido Humanista con el Partido Verde, para dar origen a la Alianza Humanista Verde. Siguió desempeñándose como su presidenta, siendo la única mujer en Chile que encabezaba un conglomerado político en esa época.
En 1985, una mamografía reveló un tumor. Tras ser operada en Boston, continuó con su labor política: el Partido Humanista tomaba forma, nacía la conciencia de la importancia que tenía la mujer como protagonista de la política chilena. En un momento surgió la idea de lanzarla como candidata presidencial. Su nombre fue propuesto a la precandidatura presidencial dentro del ámbito de la Concertación de Partidos por la Democracia, lo que la convierte en la primera mujer precandidata a la Presidencia de Chile. Laura Rodríguez fue elegida vicepresidenta de la Internacional Humanista en Florencia; su gran aporte a la conquista de la democracia en Chile fue reconocida internacionalmente. A fines de 1989, hubo elecciones generales y su campaña culminó con la elección de Laura Rodríguez como diputada por el distrito de Peñalolén y La Reina.
Como diputada, se destacó por su lucha en favor de los derechos de los grupos discriminados, en especial de las mujeres, de las personas viviendo con VIH, de los jóvenes y el adulto mayor y por su estilo directo al dar su opinión. Fue Presidenta de la Comisión de Salud de la cámara baja. Como tal, luchó al lado de los trabajadores y profesionales, trabajando en conjunto con el gobierno para alcanzar un acuerdo en el proyecto de ley de mejoramiento de ese sector. Propuso diversas modificaciones legales referidas a los derechos reproductivos, que protegen la maternidad en sus distintos aspectos, como asimismo modificaciones a la ley de Isapres.
Uno de los proyectos en que más se comprometió fue el de impulsar una ley de divorcio vincular, en cuya elaboración participaron diversas organizaciones de mujeres, estudiantes, sindicatos y académicos, que fue presentado a la Cámara de Diputados en mayo de 1991, buscando dar solución legal a muchas separaciones matrimoniales; luego de 10 años de tramitación, se aprobó el 11 de marzo de 2004.
El 18 de diciembre de 1991, Laura tuvo que ser operada nuevamente: esta vez le fue detectado un tumor invasivo en el cerebro. Laura Rodríguez tomó la noticia en forma valiente, infundiéndole valor a los que la rodeaban y con el deseo de aprovechar sus últimos días luchando contra su enfermedad. Aparecía en programas de televisión en forma abierta y valiente hablando de su mal y enseñando a muchos a superarlo. En mayo de 1992 quiso ir a la apertura del Congreso y leer un discurso que llevaba preparado, pero le fue imposible hacerlo y tuvo que volver a Santiago. Finalmente, murió el 18 de julio de 1992, a la edad de 35 años.

## Legado y homenajes
Laura Rodríguez destacó por su lucha en favor de los derechos de los grupos más discriminados, en especial de las mujeres, los grupos étnicos, las personas viviendo con VIH, los jóvenes y adultos mayores.

### Fundación Laura Rodríguez
En 1992, se crea la Fundación Laura Rodríguez, que nace como una organización sin fines de lucro inspirada en el Nuevo Humanismo, que promueve la superación de toda forma de discriminación, cualquiera sea su origen o causa, favoreciendo el desarrollo pleno de todos los seres humanos. La fundación pretende mantener vigente el pensamiento y estilo de acción de Laura: la coherencia tanto en lo personal como en lo social, confiando en la sabiduría de la gente, construyendo lazos solidarios y responsables para unir a todo representante político, a todo líder y a toda referencia social con su pueblo. 
La Fundación Laura Rodríguez ha trabajado en proyectos que promueven la no-discriminación, principalmente en las temáticas de mujer, pueblos originarios, jóvenes, participación ciudadana y VIH/SIDA y que propician el fortalecimiento del desarrollo de las organizaciones comunitarias.

### Premio a la Coherencia Laura Rodríguez
Inspirado en el actuar coherente de Laura Rodríguez, la Fundación institucionalizó en 2001 el Premio a la Coherencia. Este galardón pretende reconocer e impulsar modelos cuyos valores enriquezcan el quehacer político y social de Chile, distinguiendo cada año a un personaje público del país. Algunos de los galardonados se encuentran la abogada de derechos humanos Carmen Hertz y el juez Juan Guzmán Tapia
| Año de Premiación | Galardonado                       | Campo del quehacer nacional                                                                |
| 2001              | Carmen Hertz Cádiz                | Abogada de Derechos Humanos.                                                               |
| 2002              | Nibaldo Mosciatti Moena           | Empresario, dueño de Bío Bío Comunicaciones.                                               |
| 2003              | Andrés Aylwin Azócar              | Abogado de Derechos Humanos, exdiputado.                                                   |
| 2004              | Paula Peláez Gómez                | Médico pediatra, especialista en salud adolescente.                                        |
| 2005              | Juan Guzmán Tapia                 | Exministro de la Corte de Apelaciones de Santiago. Ministro en visita del «Caso Pinochet». |
| 2006              | Francisco Villa Castro            | Cantautor.                                                                                 |
| 2006              | Movimiento estudiantil secundario | Movimiento social por el mejoramiento de la educación.                                     |
| 2007              | Patricia Alejandra May Urzúa      | Antropóloga, experta en evolución de la conciencia.                                        |

### Calles
Actualmente existen dos calles con el nombre de Laura Rodríguez; la primera en Peñalolén, antiguamente llamada Nueva 1, la cual se encuentra en el Barrio Ictinos, el más importante en el rubro comercial de la comuna. La segunda en La Reina, específicamente en un límite de Villa La Reina.

## Historial electoral

### Elecciones parlamentarias de 1989
- Elecciones parlamentarias de 1989 para diputado por el distrito 24 (La Reina y Peñalolén), Región Metropolitana de Santiago.[6]